# Лафосс, Антуан де
Антуа́н де Лафо́сс, сьер д’Обиньи (фр. Antoine de La Fosse, sieur d’Aubigny; ок. 1653 года, Париж — 2 ноября 1708 года) — французский поэт, драматург и переводчик.

## Творчество
- Автор трагедий:
  - «Поликсен» (Polyxène, 1686)
  - «Манлий Капитолийский» (Manlius Capitolinus, 1698);
  - «Coresus et Callirhoé» (1704);
  - «Тезей» (Thésée, 1700) и др.
- Перевёл в стихах Анакреона и издал в 1704 году.
- Собрания его сочинений:
  - «Творения» (Oeuvres, 1747 г.),
  - «Театр» (Theâtre, 1745),
  - «Избранное» (Oeuvres choisies, 1811).